# ويلسون جونز
ويلسون جونز (بالإنجليزية: Wilson Jones)‏ (29 أبريل 1914 المملكة المتحدة - 9 يناير 1986 برمنغهام المملكة المتحدة) هو لاعب كرة قدم بريطاني سابق كان يلعب كمهاجم.